# Catherine Langlois
Catherine Langlois ist eine Wirtschaftswissenschaftlerin und Spieltehoretikerin sowie emeritierte Professorin der Georgetown University. 2016 amtierte sie als Präsidentin der Peace Science Society (International).
Langlois, die an der University of California, Berkeley zur Ph.D. promoviert wurde, befasste sich in ihren Forschungsarbeiten mit rationalem Verhandlungsverhalten in Konfliktsituationen, der Beziehung zwischen Macht und dem Verhalten von Verbündeten sowie der Entwicklung wirksamer Strategien zur Terrorbekämpfung.

## Schriften (Auswahl)
- Are complex game models empirically relevant? In: Conflict Management and Peace Science, Heft 35. Jahrgang, 1/2018, S. 3–17.
- Mit Jean-Pierre Langlois. Dispute Settlement Design for Unequal Partners. A Game Theoretic Approach. In: International Interactions, Heft 33, 4/2007, S. 347–382.
- Mit Jean-Pierre Langlois. Bargaining and the Failure of Asymmetric Deterrence. Trading off the Threat of War for the Promise of a Better Deal. In: Conflict Management and Peace Science, Heft 23, 2/2006,  S. 159–180.
- Mit Jean-Pierre Langlois: Holding Out for Concession. Bargaining Tactics for International Agreements. In: International Interaction, Heft 32, 3/2006, S. 261–293.